# 2000 في بلجيكا
فيما يلي قوائم الأحداث التي وقعت خلال عام 2000 في بلجيكا.

## رياضة
- 1 يناير – طواف فلاندرز 2000
- 27 أغسطس – جائزة بلجيكا الكبرى 2000 الفائز ميكا هاكينن.

## أفلام
من الأفلام التي صدرت هذه السنة في بلجيكا:
- 1 يناير – شخصية من إخراج Mike van Diem [الإنجليزية]‏.

## وفيات

### يونيو
- 10 يونيو – فيكتور جولي (مواليد 1923) درّاج طريق بلجيكي.